# Ziegeleisee (Berlin)
Der Ziegeleisee ist ein Ziegelteich im Nordwesten von Berlin. Er liegt im Ortsteil Lübars des Bezirks Reinickendorf.

## Geschichte
Bereits in der Bronzezeit – vor gut 3.000 Jahren – wurde in diesem Gebiet Lehm und Ton abgebaut, um daraus Töpfe und Krüge herzustellen.
Ab 1840 entstand die Kühnsche Ziegelei, die in den sechziger Jahren des 19. Jahrhunderts um eine Ton- und Zementwarenfabrik erweitert wurde. Nach dem Konkurs 1880 wurde das Fabrikgebäude von 1883 bis in die 1960er Jahre als Ausflugs- und Gartenlokal „Seeschloß“ mit Tanzsaal und Kegelbahn genutzt. Heute sind von der Fabrik keine Spuren mehr zu finden.
Eine weitere, größere Ziegelei wurde 1854 errichtet. Sie war moderner und verfügte über einen effektiveren Ringofen, in dem täglich bis zu 12.000 Ziegel gebrannt wurden. Die Ziegelei war bis 1924 in Betrieb. Ihr 72 m hoher Schornstein wurde 1932 gesprengt. Ein damals zur Fabrik gehörendes Gebäude steht noch in der Benekendorffstraße 115, die nach dem ehemaligen Fabrikbesitzer Franz Ulrich von Benekendorff benannt ist.
Berühmte Bauten, die aus den Ziegeln der dortigen Ziegeleien gebaut wurden, sind das Rote Rathaus und das Reinickendorfer Rathaus.
Um 1912 bildete sich schließlich der See durch das langsame Einströmen von Grundwasser. Er war als Tonstich sogar 30 bis 40 m tief. Weitere Zeitzeugen sind die zwei gefluteten ehemaligen Tongruben (ca. 50 × 50 m und 50 × 150 m). Sie befinden sich westlich, in 500 m Entfernung. Mehrere umliegende Straßennamen erinnern ebenfalls an den Tonabbau.

## Seenutzung
Am See wird gebadet und geangelt.
Die Form des Sees ähnelt einem Trapez aus dem gut 300 m langen Südsüdostufer, dem sich östlich im rechten Winkel ein 150 m langes Ufer anschließt und dem ein unter 200 m langes Ufer parallel gegenüberliegt. Im Nordnordosten bildet ein gut 200 m langes Ufer die abschließende schräge Seite des „Trapezes“.
Im südlichen Teil sind die Ufer mit Schilf und Bäumen bewachsen, unzugänglich, steil und dürfen nicht angeschwommen werden. Im nördlichen Teil sind die Ufer flach und werden vom 1926 errichteten Freibad Lübars (Strandbad Lübars) eingenommen. Dort sind Liegewiese, gepflegter Sandstrand und wenige künstlich befestigte Abschnitte. Das bewirtschaftete Freibad bietet die üblichen Einrichtungen bis hin zu Gastronomie, Strandkorbvermietung und verschiedenen Sport- und Spieleinrichtungen sowie abgegrenztem FKK-Bereich. Der See ist nur über das Freibad zugänglich.

## Zu- und Abflüsse
Er ist ein stehendes Gewässer ohne natürlichen Zu- und Abfluss. An der Westseite des Sees befindet sich eine Verbindungsleitung zum Hermsdorfer See und damit zum Tegeler Fließ, mit welcher der Wasserstand reguliert wird.